# Вексиллология
Вексиллоло́гия — вспомогательная историческая дисциплина, занимающаяся изучением флагов, знамён, штандартов, вымпелов и прочих предметов подобного рода.
Слово вексиллология происходит от лат. vexillum, которое, в частности, обозначало знамя, использовавшееся римскими легионами.
Широкий интерес к вексиллологии появился в Америке и Европе в 1960-х годах. Вскоре было основано множество специализированных периодических изданий, существующих до наших дней (чешская «Вексиллология», американский «Флаг-бюллетень», английский «Флагмастер», канадский «Флагскан» и другие). В 1962 г. в Нидерландах состоялся первый международный конгресс по вопросам вексиллологии. Широкой популяризации вексиллологии послужили книги американского флаговеда (флаговедение — альтернативное название вексиллологии) Уитни Смита. Книги Смита были переведены почти на все европейские языки.

## Вексиллология в России
Одним из основателей вексиллологии в России был П. И. Белавенец. Являясь членом Особого совещания по вопросам о русских национальных цветах, начал в 1910—1911 годах заниматься геральдикой, историей военных гербов, знамён и флагов. Выступил инициатором создания в марте 1912 года Комиссии по описанию боевых трофеев русского воинства, старинных российских знамён и флагов. В 1921 году по поручению Военно-исторической секции музейного подотдела Петроградского отдела охраны памятников искусства и старины создал курс по знаменоведению. Являлся автором книг и статей по флаговедению.
В СССР в конце 1960-х годов тоже возрос интерес к флагам. Появились первые советские книги о флагах: «Флаги государств мира» К. А. Иванова (2-е изд., 1971), книга К. Мамаева «Флаги рассказывают» (1972).
Появились и энтузиасты вексиллологии: М. Ревнивцев, В. Курасов, А. Басов и другие. Их именами пестрят иностранные флажные бюллетени 1980-х и 1990-х годов.
В 2012 году вышла книга А. Викторова «Русское знамя XIX – XXI веков», которая явилась подробным исследованием боевых знамён периода Великой Отечественной войны.

## Символы идентификации флагов
Символы идентификации флагов были разработаны Уитни Смитом и одобрены Международной федерацией вексиллологических ассоциаций (FIAV).